# Marty Klein
Marty Ralph Klein, född 1950 i Brooklyn i New York, är en amerikansk sexterapeut, författare, sexualupplysare och analytiker av USA:s regeringspolitik. Han har ägnat sin yrkeskarriär åt att stödja mäns, kvinnors och pars hälsosamma sexuella uttryck. Han är kritisk emot censur, begreppen sex- och porrberoende, liksom aktivismen emot pornografi. Han anser att politiken i förhållande till sexualitet borde drivas av fakta och inte av känslor, "tradition" och populära men osanna myter. Han har deltagit i ett antal olika delstatliga, federala och internationella rättsfall som rör den amerikanska konstitutionens första tillägg och lagar som rör obscenitet, censur och påstådd skadlighet för barn.

## Biografi

### Tidiga år
Klein växte upp i Brooklyn i New York. Under grundskoleåren började han spela blockflöjt och samla på frimärken, två intressen som han fortsatt med i vuxen ålder. Hans frimärkssamlande ledde till ett livslångt intresse för geografi och historia. Han har senare återkommande skrivit om dessa ämnen i samband med föreläsningar och olika utlandsresor.
Efter studentexamen 1967 vid Stuyvesant High School inledde han studier vid Stony Brook University. Under dessa år utvecklade han ett starkt intresse för sociologi, varefter han fortsatte sina högskolestudier i just sociologi vid Indiana University och University of California.

### Karriär
Klein gjorde sin läkarpraktik i två olika grenar av sociologin. Inledningsvis handlade det om forskning omkring forskningsmetodik, användandet av statistisk analys för att samla in data om mänskligt beteende i syfte att förstå, relatera till och förutsäga detta. Därefter praktiserade han inom etnometodologi, vilket är studiet av hur människor skapar betydelse som ett förarbete till skapandet av ordnad social kommunikation och förutsägbara sociala institutioner.
Under sin tid på University of California skrev Klein för den lokala dagstidningen Santa Barbara News & Review, och 1976 publicerade Los Angeles Times hans debattartikel om annonsering för preventivmedel. Via dessa två tidningar inledde Klein sin yrkeskarriär som skribent och författare.
Klein var åren 1976–1980 kopplad till Santa Barbara-avdelningen av organisationen Planned Parenthood, inledningsvis som volontär och därefter som fast anställd. Under sin tid där blev han fascinerad av de kvinnor som ofta återkom för att göra graviditetstester, trots att de fått utskrivet eller givits olika typer av preventivmedel. Kvinnornas förklaringar förvånade honom: de ville inte använda preventivmedel, eftersom de var rädda att deras partner trodde att de var en slampa, eller att de hade planerat att ha sex med en okänd man som de nyss mött i en bar.
Planned Parenthood bad honom sedan att organisera en diskussionsgrupp för de manliga partner till kvinnorna som kom till kliniken. Han fick också bidrag från den federala familjeplaneringsenheten, rörande manlig sexualitet. Hans erfarenheter vid Planned Parenthoods klinik ökade hans intresse för mänsklig sexualitet, vilken han beslutade att koncentrera sig på framöver.

## Sexualitet

### Åsikter om sexualitet i massmedia
Klein har varit en återkommande kritiker angående sättet som sexualitet diskuteras i olika medier. Exempelvis sade hans artikel 2005 i The New York Times, som diskuterade fenomenet med självhjälpsböcker om samlagsställningar, sexfantasier och allt mer explicita material, att den här bokbranschen är "big business" riktad mot kvinnor, och att dess idé är att "Det är en kvinnas roll att tillförsäkra att parets sexliv är tillfredsställande". Klein håller inte med om de utfästelser som sådana böcker ger angående hur man förbättrar sex med orala, anala och fetischistiska tekniker och information, eftersom han anser att de flesta par behöver något annat för nå högre lycka. Böcker av typen 'Hur du får din hustru att krama dig oftare' eller 'Hur då får din make att lugna ner sig, istället börja smeka ditt hår och älska det' skulle enligt Klein vara betydligt effektivare. Kommunikation är nyckeln till en tillfredsställande relation, och saker som nya samlagsställningar eller att avlägsna pornografi från hemmet utan partnerns samtycke är sällan till stor hjälp. Klein menar att vad de flesta vuxna vill ha ut av sex är en kombination av "njutning och närhet", och han uppmuntrar folk till att arbeta på de här sakerna – istället för på en ångest kring prestation och utseende.
Marty Klein har kritiserat massmedierna för deras skriverier där sexualitet behandlas som han hävdar på ett exploaterande sätt. Han benämner denna vana för en "Oprah-isering" av pratet kring sexualitet, där TV-program som The Oprah Winfrey Show och Dr. Phil exempelvis placerat tonåriga prostituerade inför publik, för att få chansen att tala om hur hemskt det här är. I sitt uppvisande av lättklädda tonårsflickor skapar man, enligt Klein, voyeuristiska TV-tittare. "Om de amerikanska massmedierna verkligen tyckte att de här historierna var så fruktansvärda, skulle man man inte ge dem den här stora visuella uppmärksamheten… Budskapet är här att förstärka bilden i den amerikanska kulturen av att sex är farligt. Men sex är inte farligt – dåligt beslutsfattande kring sex är farligt." Klein har sagt att "Oprah har på egen hand lanserat det här landets offerindustri", och han kompletterar det uttalandet med att samhället numera behandlar kvinnor som barn genom att påstå att de inte kan fatta viktiga beslut gällande sina egna liv, att de luras till att dricka alkohol på fester, att de inte kan kontrollera sin berusning eller hantera omständigheter som kan leda till ökad utsatthet. "Det är förminskande att säga till folk att fastän du är vuxen, så kommer vi inte hålla dig ansvarig för dina egna beslut", menar han.

### Åsikter om pornografi
Klein har kritiserat den enligt honom obevisade teorin som "sekundäreffekter", vilken menar att människor som ägnar sig åt olika former av sexarbete oundvikligen kommer att hamna i olika slags (eller andra typer av) kriminalitet. Istället för att titta på de faktiska orsakerna till olika brott, letar dessa aktivister och sexarbetarkritiker efter sätt att förbjuda pornografi, strippklubbar och andra former av sexarbete, som ett sätt att minska eller elimininera företeelserna. I TV-programmet 20/20 förklarade Klein för programledaren John Stossel att de flesta människor för 150 år sedan gifte sig så fort de nått puberteten, vid 14 eller 15 års ålder. Numera kommer de flesta amerikaner i puberteten vid 10 till 12 års ålder, men de blir inte gifta förrän vid (som tidigast) bortemot 30 års ålder. "Att varna en människa för att ha sex är som att tillönska en deprimerad person en trevlig dag och förvänta sig att detta ska undanröja depressionen."
I december 2016 framträdde han för andra gången som gäst i podden The Skeptics' Guide to the Universe, där han pratade om sin bok His Porn, Her Pain: Confronting America's Porn Panic with Honest Talk about Sex. Han förklarade att han skrev boken som svar på den utveckling där allmän tillgång till bredband gjort pornografi allt mer tillgängligt – liksom den motsvarande ökningen av mängden kvinnor som klagade över att deras män såg på pornografi. Han ville med boken även hjälpa till att förbättra kunskapen om sexualitet hos både vuxna och minderåriga. Programledaren Steven Novella frågade Klein om aktivister mot pornografi försöker rättfärdiga sin opposition genom att lyfta fram hälsorisker eller om de bara var förvirrade angående forskningen på området. Klein svarade att båda teorierna var sanna. "Skräpforskningen finns där för alla som vill använda sig av den", sa han och noterade att de vanliga påståendena att pornografi leder till en mängd sociala problem saknar grund; nivån på sexuellt våld, skilsmässor, tonårsgraviditet och sexuella övergrepp mot barn har alla gått ner sedan internetpornografi och bredband blev allmänt tillgängliga. Han noterade att par som inte längre har sex är snabba till att börja gräla om pornografin, istället för att ha konstruktiva diskussioner omkring problemen i sin sexuella samvaro. I programmet fick Klein frågan om porr leder till orealistiska förväntningar hos män, och det höll Klein med om i många fall. "En del människor tror att porr är som en dokumentär och visar riktiga människor i verkliga situationer… porr är vanligtvis ovanliga kroppar som utför ovanliga saker i ovanliga situationer. /…/ Porr utelämnar så mycket som vi värdesätter med sex – kyssar, kramar /…/ viskningar /…/ – eftersom kramar efter cirka två sekunder kommer att tråka ut tittaren." Dessutom förklarade han att konsumentprodukter baserade på fantasier vanligen handlar om vad folk vill se, inte vad de nödvändigtvis vill göra eller uppleva.

### Åsikter om barns sexualitet
I en intervju 2012 med Your Tango sa Klein att amerikanska barn uppfostras till att ha negativa känslor kring sex och sin egen sexualitet. "När uppväxande barn i USA lär sig att deras sexualitet är dålig, när varje institution som barnen har kontakt med påminner dem om att deras sexualitet är dålig eller smutsig eller skamlig eller farlig – då tar de sedan med sig denna 'lärdom' in i vuxenlivet." Och när dessa barn vuxit upp anser de, menade Klein, att "om det är något fel med min sexualitet, då måste det vara fel på allas sexualitet. Och därför måste jag inte bara undertrycka min egen utan allas sexualitet." Detta är, menade Klein, en av rötterna till censurtraditionen kring sexualitet och pornografi i USA.
Klein har också varit kritisk mot lagar som gör det riskfyllt för föräldrar att ta foton av sina barn i familjens badkar, eller för tonåringar att ta sexuella foton av sig själva för sitt eget privata bruk. Dessutom har han varit kritisk mot det sätt som han ser att tonåringar blir behandlade på, som en sexuellt förtryckt minoritet; detta inkluderar kriminaliserandet av sextning bland tonåringar och det medvetna undanhållandet av sexuell information och sexuella hälsoprodukter från dem.
I en intervju 2012 i The New York Times tillfrågades Klein om hur man bäst skulle tala med barn om sex. Han svarade att det berodde på barnet, eftersom ett yngre barn antagligen inte skulle uppmärksamma samtalet och äldre barn behöver mer information. Dessutom ansåg han att det bästa för föräldrar var att svara ärligt och i linje med sina egna värderingar. En tonåring behöver förstå vad som är verklighet och vad som är rent fiktionsbaserad underhållning. Klein menar att det är viktigt att lyssna, förhålla sig lugn och säkerställa att barnet vet att de inte är dåliga om de har frågor om sex och att de kan fråga föräldern om allt.
Klein har också noterat att barn lär sig om sex trots "korståget emot sex" och andra samhällskrafter som försöker undanhålla information ifrån dem: "Sanningen är att barn tänker på sex oavsett om vi vill det eller inte. Barn behöver inte vår hjälp till att tänka om sex. /…/ Det finns folk som ägnar sitt liv åt att skrämma ihjäl amerikaner i sin motvilja mot sexualiteten /…/ Detta gör att vissa känner sig nöjda, eftersom de hittat 'fienden' och därför har något konkret att kämpa emot, i sin kamp för en bättre värld." Det handlar om föräldrarnas uppfostringsmetoder, sade Klein i radiokanalen NPR, när barn tittar på något som är tillverkat för vuxna. Föräldrar behöver utbilda sina barn och öka deras kunskaper i sexuella frågor. På det sättet förstår de lättare att det som de ser på Internet ofta är rena fantasimaterialet.

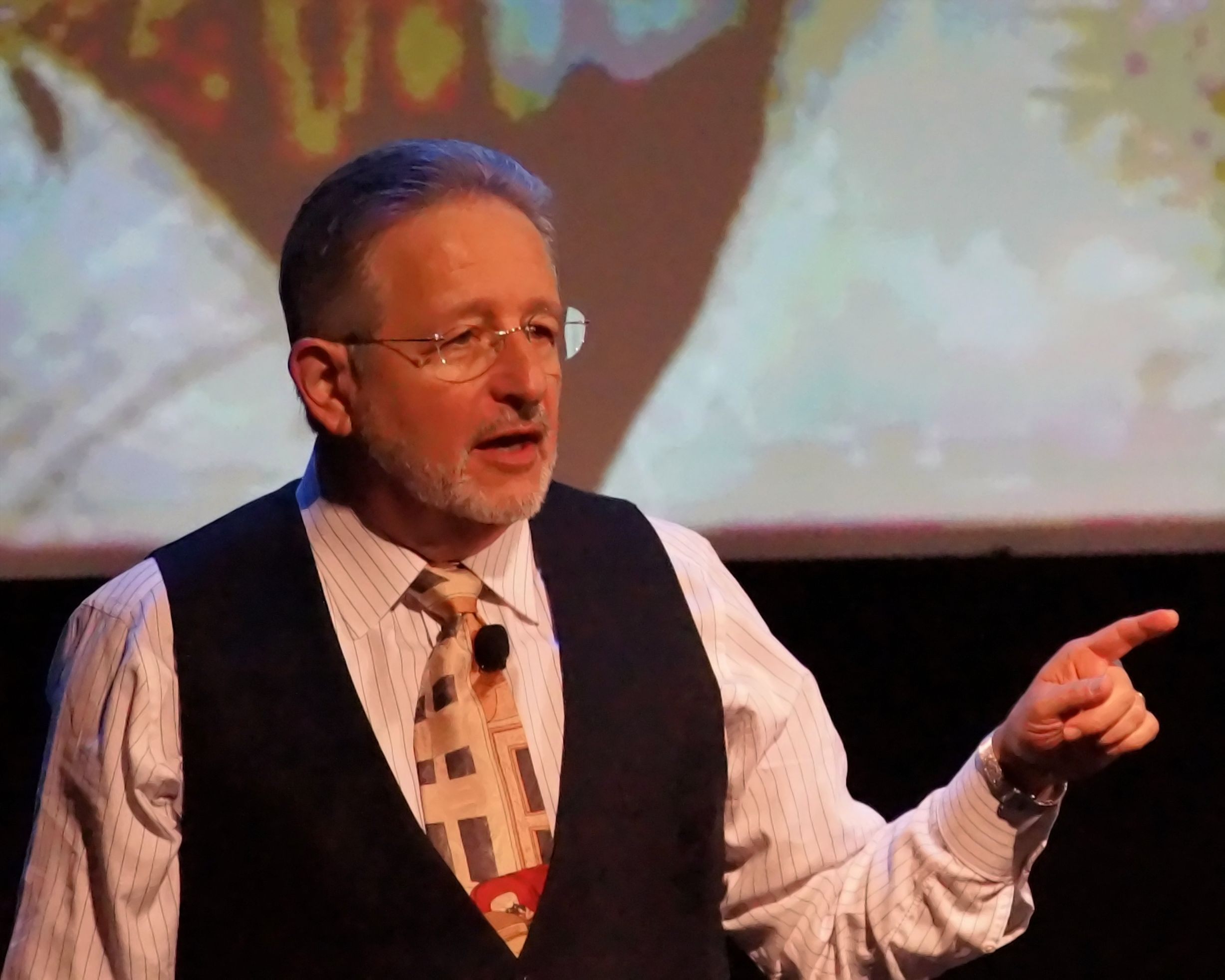
Marty Klein, 2015.

## "Sexberoende"
När begreppet "sexberoende" myntades i mitten av 1980-talet, av Patrick Carnes, började Klein föreläsa och skriva kritiskt om den här idén. Klein ansåg då – liksom än idag – att det här konceptet i första hand är en samling moralkakor som packats om till klinisk teori. Han har förklarat att konceptet, enligt hans åsikt, är en förenklad förklaring av dåligt sexuellt beslutsfattande som demoniserar sexualiteten. Han menar att teorin ignorerar betydelsen av kulturen, religionen och sexets psykologiska mening för individen, i sin beskrivning av sexuell lust som farlig, ohälsosam och i behov av övervakning så den inte avviker från den officiellt sanktionerade "rätta" vägen. Klein är tveksam till att sexberoende är ett verkligt fenomen och tror att en beroendestyrd rörelse vars agenda är baserad på falska antaganden är skadlig för både patienter och samhälle.
Det är oklart, menar Klein, om aktivisterna kring sexberoende-problematiken insåg att deras idéer skulle komma att utnyttjas politiskt. Oavsett deras intentioner är detta vad aktivister, USA:s federala styre och massmedierna gjort i sin kamp för att misskreditera sexologin som yrkes- och forskningsgren. Han hävdar att samhället behöver ta fram "sexpositiva" modeller för sexuell hälsa. Dessa modeller borde syfta till en användbar utbildning för såväl barn som vuxna, samtidigt som den visar hänsyn gentemot olika kulturer och deras utgångspunkter. Kleins oro kring konceptet med sexberoende är att det i många läger verkar betraktas som en vetenskaplig sanning, samtidigt som det antyder att "sex är farligt". Tolvstegsprogram för sexberoende är av begränsat värde, eftersom deltagarna i regel är självdiagnosticerade och det inte finns någon seriös medicinskt utvärdering. En deltagare kan lida av andra problem som inte kommer att bli avhjälpta med ett tolvstegsproblem. Klein berättade för NPR att "idén att se på porrfilm och besöka strippklubbar kan vara lika beroendeframkallande som heroinberoende är rent löjeväckande".

## Rättsfall
Klein har fungerat som expertvittne, konsult eller inbjuden som kärande i många delstatliga, federala och internationella rättsfall omkring ämnen som censur, Internet och obscenitet.
År 1999 införde delstaten Michigan en lag som kriminaliserade distribution av "sexuellt explicit" material på Internet, på grund av en oro att det kunde falla i händerna på minderåriga. Kärandena, inklusive Marty Klein, ifrågasatte lagen med argumentet att den stred mot de första och fjortonde tilläggen i USA:s konstitution, och lagen ogiltigförklarades två år senare såsom inkonstitutionell.
I april 2000 undertecknade Arizonas guvernör Jane Hull lagen H.B. 2428, som tillfogade Internet till det som kan klassas som "skadligt för minderåriga". Kärandena, inklusive Klein, försökte ifrågasätta beslutet, och de hävdade att lagen var för bred i relation till det första tillägget. 2002 underkändes lagen såsom inkonstitutionell, i rättsfallet känt som American Civil Liberties Union v. Goddard.
År 2010 föreslogs ett tillägg till Massachusetts lagförslag i delstatens senat – Massachusetts Senate Bill 997 – där "elektroniska medier" lades till traditionella medier i dess lag angående "skadligt för minderåriga". Detta skulle kriminalisera allt material som postas på Internet som kan tänkas täckas av lagen och som kan nås av en minderårig. Kärandena, där Marty Klein var den enda privatpersonen bland ett antal institutionella käranden, argumenterade för att detta "skulle kunna olagligförklara lagligen skyddade yttranden om konst, litteratur, sexuell hälsa och andra ämnen". Detta till trots infördes förslaget våren 2011 som lag, men med reservationen att den endast var giltig om det "skadliga materialet" medvetet distribuerades till en minderårig. Den fortsatta kritiken kring den nya lagen gällde bland annat att den, med sina straffåtgärder på upp till 10 000 dollar i böter och fem års fängelse, skulle ha en negativ effekt på bokförsäljare på Internet, eftersom det inte finns några medel att försäkra sig om åldern på en Internetanvändare. Dessutom är det svårt eller omöjligt att endast blockera användare i delstaten Massachusetts.

## Privatliv
Klein är en flitig resenär, och han skriver löpande om sina resor i en särskild reseblogg. Utlandsresorna inkluderar Indien (2007), Azerbajdzjan (2009), Vietnam (2010), Ukraina (2010), Kina (2011), Brasilien (2011), Polen (2012), Myanmar (2013), Italien (2014), Hongkong (2015), Japan (2015) och Grekland (2016).

## Biografi (urval)

### Böcker
Klein har författat sju böcker om sexualitet. Hans bok America's War on Sex, med ett förord av ACLU-ordföranden Nadine Strossen, valdes till 2006 års bästa bok om sexualitet av AASECT. Den dokumenterar hur problematiken kring reglering av sex används av den kristna högern till att underminera den sekulära demokratin. Klein förklarar det som ett välkoordinerat krig mot sexualiteten, ett krig som förs på ett antal olika fronter. I boken utforskar han vad han ser som USA:s djupt liggande ångest runt sexualiteten och hur långt den amerikanska staten är villig att gå för att hålla sina medborgare kvar under sexuellt förtryck. Klein utmanar det amerikanska samhällets (och psykoterapins) antaganden kring sexualiteten; han har varit särskilt kritisk mot vad han kallat "den sexuella katastrofindustrin" (Sexual Disaster Industry) och "Oprah-iseringen" av psykoterapin och läkarvetenskapen.
- Your Sexual Secrets: When to Keep Them, When & How to Tell. Dutton. 1988. ISBN 978-0525247166. https://archive.org/details/yoursexualsecret00klei.
- Ask Me ... Anything: Dr. Klein Answers the Sex Questions You'd Love to Ask. Simon & Schuster/Fireside. 1996. ISBN 978-0970452634.
- Klein, Marty; Robbins, Riki (1999). Let Me Count the Ways: Discovering Great Sex Without Intercourse. Tarcher. ISBN 978-0874779561.
- Beyond Orgasm: Dare to Be Honest about the Sex You Really Want. Ten Speed Press. 2002. ISBN 978-1587611681.
- America's War on Sex: The Continuing Attack on Law, Lust, and Liberty. Praeger. 2006. ISBN 978-1440801280.
- Sexual Intelligence: What We Really Want from Sex - and How to Get It. HarperCollins. 2012. ISBN 978-0062098580.
- His Porn, Her Pain: Confronting America's Porn Panic with Honest Talk about Sex. Praeger. 2016. ISBN 978-1440852213.

### Bokkapitel
- Klein, Marty (1992). ”Sex Education”. i Walker, Eugene C.. Handbook of Clinical Child Psychology (2nd). Wiley-Interscience. ISBN 978-0471503613.
- Klein, Marty (1997). ”Disorders of Desire”. i Charlton, Randolph S.. Treating Sexual Disorders. Jossey-Bass. Sid. 201–236. ISBN 978-0787903114.
- Klein, Marty (2006). ”Pornography: What men see when they watch”. i Lehman, Peter. Pornography : film and culture. Rutgers University Press. ISBN 9780813538716.
- Klein, Marty (2015). ”Pornography, the narrative of public health; Pornography use as a clinical issue”. i Whelehan, Patricia. International Encyclopedia of Human Sexuality (1st). Wiley-Blackwell. ISBN 978-1405190060. (bidragsgivare)